# Stream of Consciousness
Stream of Consciousness är det italienska progressiva power metal-bandet Vision Divines tredje studioalbum, utgivet i april 2004 på Scarlet Records (bandets första skiva på detta bolag) och i Japan på Nexus.
Albumet var det första och sista med trummisen Matteo Amoroso (som ersatte Mattia Stancioiu) samt det första med keyboardisten Oleg Smirnoff och sångaren Michele Luppi (som ersatte Fabio Lione).
Året efter utgivningen spelade bandet in live-DVD:n Stage of Consciousness, där man framförde skivan i sin helhet.

## Låtlista
1. "Chapter I: Stream of Unconsciousness" – 0:59
2. "Chapter II: Secret of Life" – 5:09
3. "Chapter III: Colours of My World" – 7:25
4. "Chapter IV: In the Light" (instrumental) – 1:23
5. "Chapter V: The Fallen Feather" – 5:50
6. "Chapter VI: La vita fugge" – 4:50
7. "Chapter VII: Versions of the Same" – 4:38
8. "Chapter VIII: Through the Eyes of God" – 4:31
9. "Chapter IX: Shades" – 5:27
10. "Chapter X: We Are, We Are Not" – 5:35
11. "Chapter XI: Fool's Garden" (instrumental) – 1:59
12. "Chapter XII: The Fall of Reason" (instrumental) – 1:50
13. "Chapter XIII: Out of the Maze" – 6:28
14. "Chapter XIV: Identities" – 5:36

## Medverkande
Musiker
- Michele Luppi – sång
- Olaf Thörsen – gitarr
- Andrea "Tower" Torricini – basgitarr
- Oleg Smirnoff – keyboard
- Matteo Amoroso – trummor

Bidragande musiker
- Fabio Ditanno – kontrabas

Produktion
- Olaf Thörsen – producent, omslagskoncept
- Oleg Smirnoff – producent
- Marco Bianchi Bandinelli – inspelningstekniker, mixning